# Isachne albens
Isachne albens är en gräsart som beskrevs av Carl Bernhard von Trinius. Isachne albens ingår i släktet Isachne och familjen gräs. IUCN kategoriserar arten globalt som livskraftig. Inga underarter finns listade i Catalogue of Life.